# Elateraecium callianthum
Elateraecium callianthum är en svampart som först beskrevs av Hans Sydow, och fick sitt nu gällande namn av Gjaerum & D.A. Reid 1983. Elateraecium callianthum ingår i släktet Elateraecium, ordningen Pucciniales, klassen Pucciniomycetes, divisionen basidiesvampar och riket svampar.   Inga underarter finns listade i Catalogue of Life.